# کارل بره
کارل بره (انگلیسی: Karl Bähre; ۱۴ آوریل ۱۸۹۹ – ۱۴ ژانویهٔ ۱۹۶۰) بازیکن واترپلو اهل آلمان بود.